# Sass Rigais
Le Sass Rigais est un sommet des Alpes culminant à 3 025 m, dans les Dolomites, et en particulier dans le groupe des Odle, en Italie (Trentin-Haut-Adige).

## Toponymie
Le nom est probablement dérivé de l'allemand Geis (« chèvre ») avec le suffixe ladin pour la montagne (Sas der gais).

## Géographie
Le Sass Rigais est situé au centre des Geislerspitzen, qui font partie de la crête située entre le val Gardena au sud et la Villnösstal au nord et est protégée par le parc naturel de Puez Geisler.

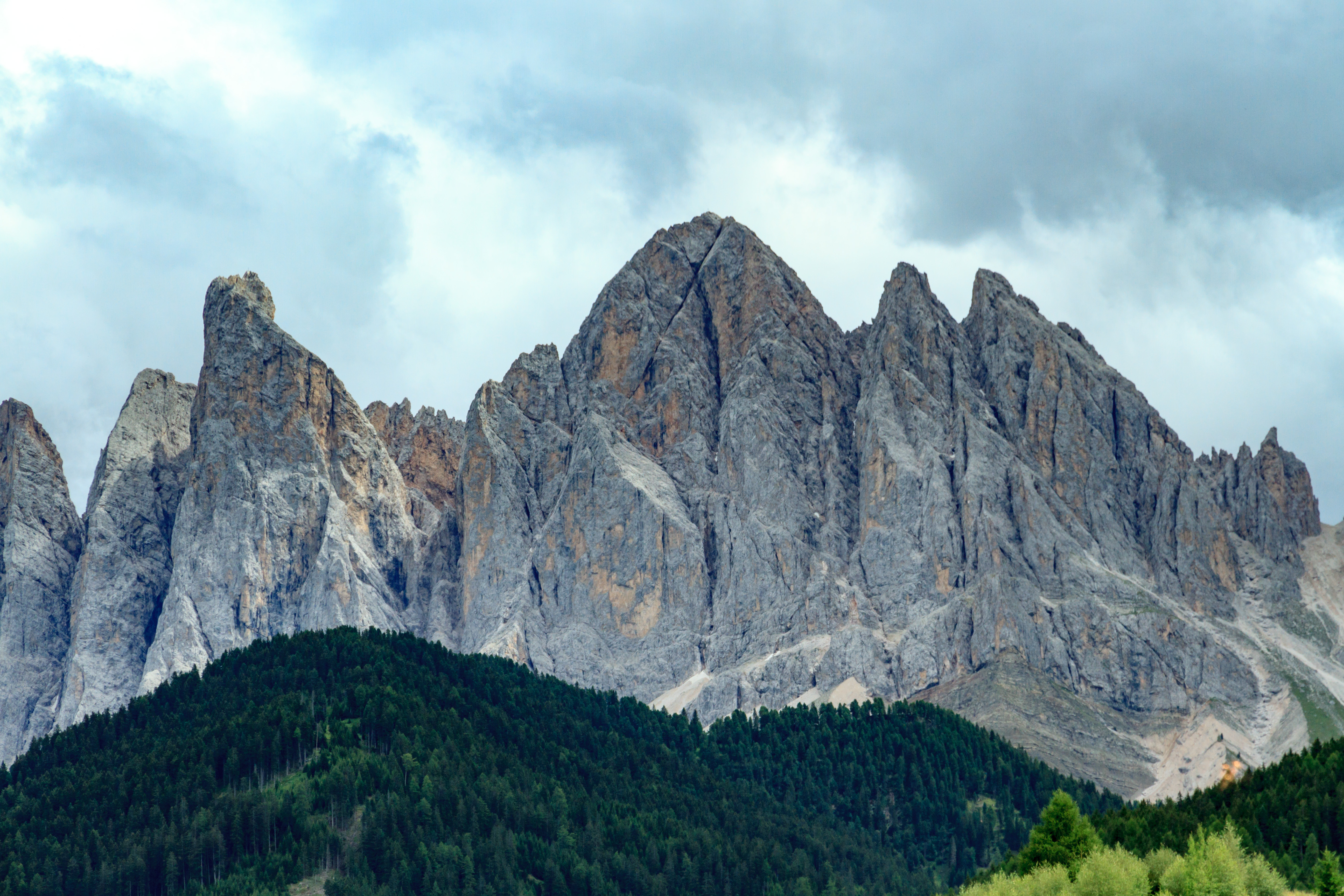
Vue du Sass Rigais.
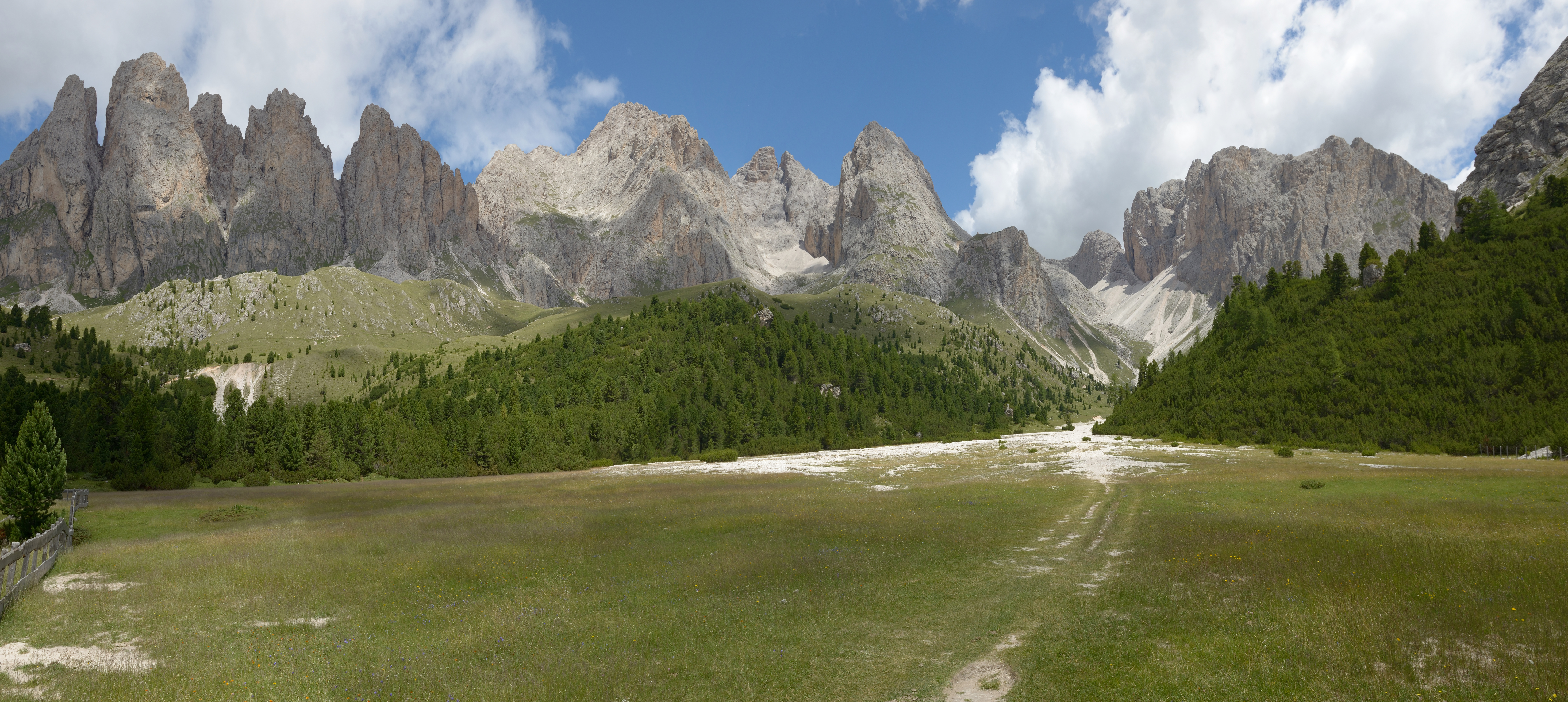
Vue depuis l'alpage de Ncisles.
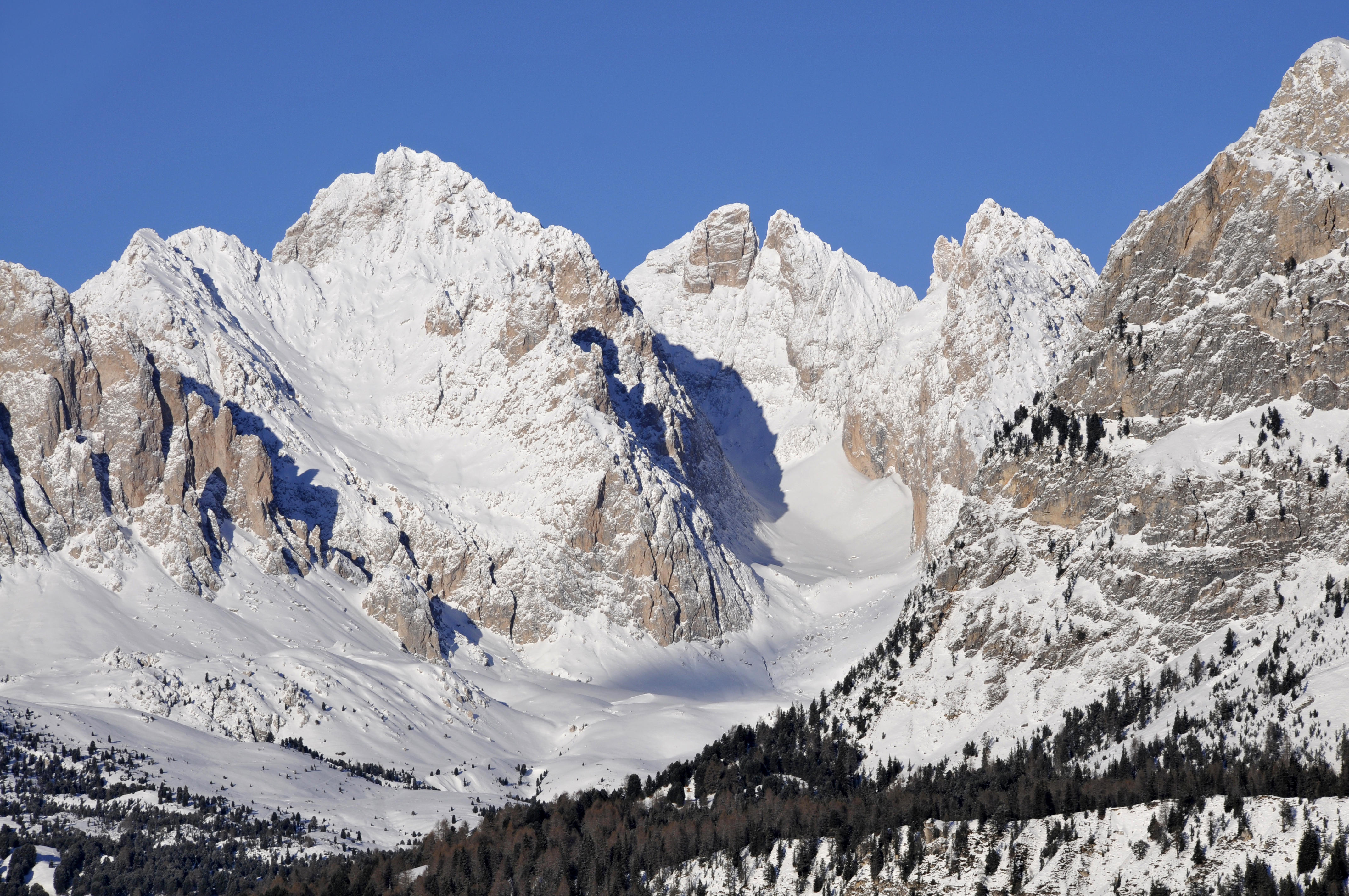
Vue du Sass Rigais (à gauche) et de la Furchetta (au centre).

## Histoire
La première ascension du Sass Rigais aboutit le 4 juillet 1878 depuis l'ouest. Elle est réalisée par Giorgio et Giovanni Bernard, Bruno Wagner et Eduard Niglutsch. L'ascension par la crête est effectuée le 13 septembre 1888 par Heinrich Heß, Robert Hans Schmitt et Karl Schulz. En 1890, Johann Santner a effectué une ascension hivernale. Le mur nord-ouest, qui tombe presque verticalement vers Villnöss, a été escaladé pour la première fois en 1901 par Viktor Wolf von Glanvell et Günther von Saar.

## Alpinisme

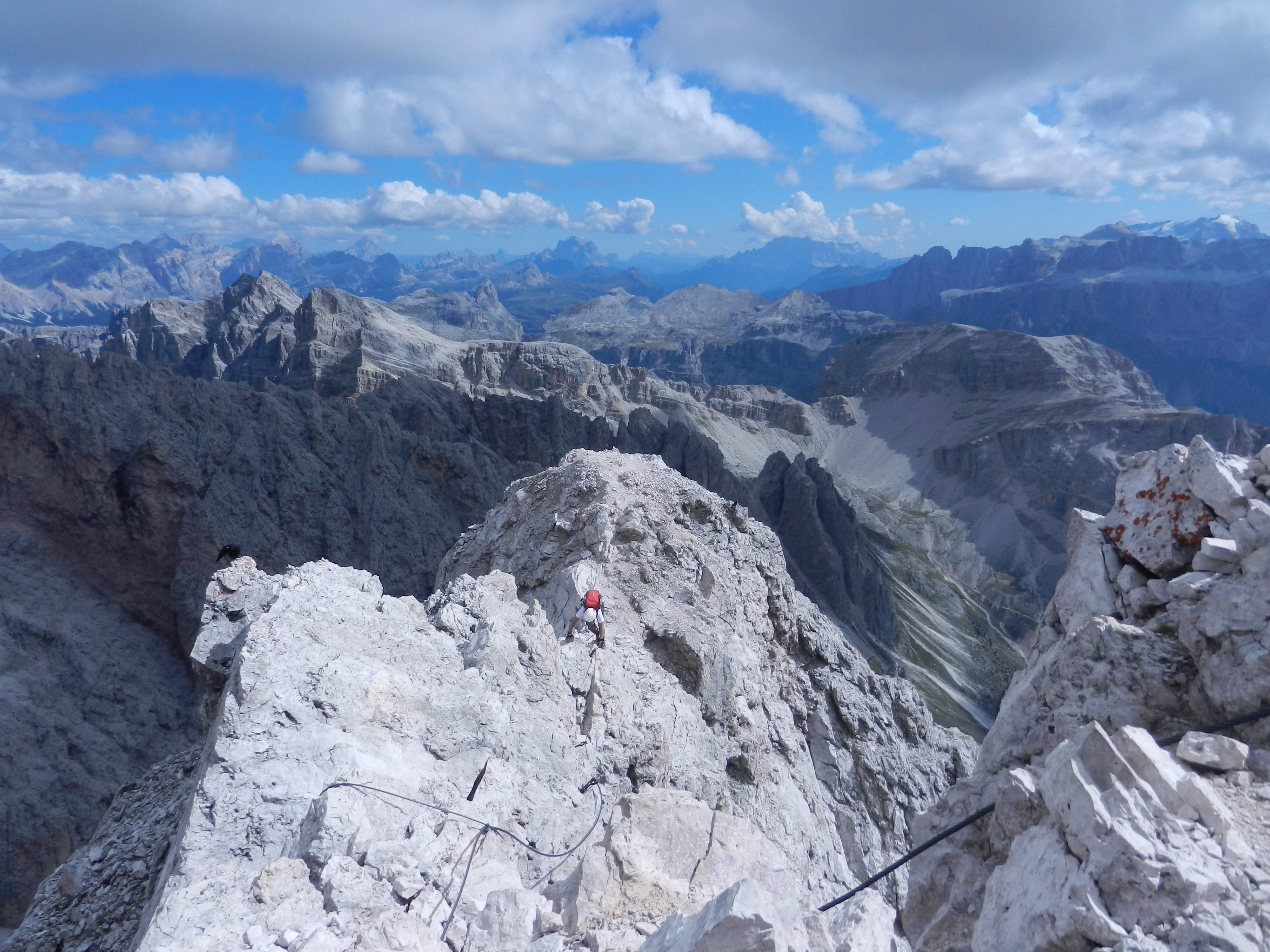
Via ferrata du Sass Rigais.

Le sommet du Sass Rigais est accessible par deux via ferratas. La via ferrata, qui remonte au début du XXe siècle, commence au Mittagsscharte, accessible depuis Santa-Cristina Valgardena par le col Raiser et la Regensburger Hütte, mais aussi du côté de Villnöss. De là, il passe par le grand flanc sud-ouest jusqu’à la croix sommitale. L'autre via ferrata, un peu plus difficile, commence aux Saliëries-Scharte, à l'extrémité supérieure des Wasserrinnentals, et traverse le flanc est de la montagne.